# 彩虹山 (秘魯)
彩虹山（西班牙語：Vinicunca），是秘鲁安地斯山脈的一座山，海拔5200米（17100英尺）。它位于库斯科大区通往奥桑加特山的道路上，位于庫利帕塔山、基斯皮坎奇省、皮圖馬卡區和坎奇斯省之间。
由於山坡和山峰上的礦物成分形成一系列各種顏色的條紋，因而得名。根據庫斯科市政府文化景觀辦公室的說法，這座山的七種顏色是由於它的礦物成分：粉紅色是由於紅粘土、泥岩和 arilitas（沙子）；發白的顏色是由於富含碳酸鈣的石英砂、砂岩和泥灰岩；紅色是由於粘土岩（鐵）和屬於新近紀的粘土；綠色是由於富含鎂鐵的千枚岩和粘土；土褐色是由岩石組成的方礫岩產物，屬於第四紀的鎂；芥末黃色來自富含硫礦物的鈣質砂岩。